# DM Волопаса
DM Волопаса (лат. DM Boötis), HD 120447 — двойная новоподобная катаклизмическая переменная звезда (NL:) в созвездии Волопаса на расстоянии приблизительно 565 световых лет (около 173 парсеков) от Солнца. Видимая звёздная величина звезды — от +8,94m до +8,73m.

## Характеристики
Первый компонент — жёлтая вращающаяся переменная звезда типа BY Дракона (BY)* спектрального класса G5, или G2*. Масса — около 1,763 солнечной, радиус — около 3,024 солнечных, светимость — около 7,595 солнечных. Эффективная температура — около 5515 K.
Второй компонент — аккрецирующий белый карлик.

## Планетная система
В 2019 году учёными, анализирующими данные проектов HIPPARCOS и Gaia, у звезды обнаружена планета.